# Nicholas Patrick
Nicholas Patrick (Saltburn-by-the-Sea, 19 novembre 1964) è un ex astronauta britannico naturalizzato statunitense.
Ha partecipato alla missione STS-116 come specialista, nel 2006, diventando il quarto inglese a volare nello spazio.
Successivamente è stato impiegato nella missione STS-130 sempre in qualità di specialista di missione.